# 莎草科
莎草科是被子植物中單子葉植物的第三大科，在全球范围内广泛分布。多年生草本，很少一年生。從表面上看來，它就像是雜草一般。這個科很大，包括了約90屬，5500多種植物。其分布的兩大中心是熱帶亞洲和熱帶南美洲。儘管本科植物能生長在各種環境，但它們傾向於分布在熱帶潮濕地區的土壤貧瘠處，大多生長在潮濕處或沼澤中，也生長在山坡草地或林下。著名物种有香附、纸莎草、蒲草、荸荠等。

## 形態

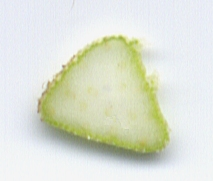
莖剖面呈三稜形

本科植物通常有著細長的莖與葉。稈實心或部分空心的稈剖面通常呈三棱形（但也有多角形）。
花沒有花瓣，小花呈穗狀排列，以小穗（spikelet）為基本單位，再由小穗排成各种花序。花被常缺，沿著小穗排列的花上退化为鱗片或刺毛，生于子房之下。雄蕊下位，通常1-3枚，花药线形，基部着生于扁平的花丝上；子房上位，一室，有直立的胚珠一枚，花柱2-3裂，花序分枝的基部由先出葉（prophyll）包裹。依照屬的不同，花有可能為單性花（例如：苔草屬、珍珠茅属）或兩性花（例如：莎草屬）。果实为坚果，扁压或三棱形。本科植物多為陸生或挺水植物，少有沉水植物。

## 與禾本科的區別
兩科植物非常像，但有下列數點不同：
- 莎草科植物莖的斷面多為三角形，且葉的排列多呈三角狀（稱為三數性）。
  - 禾本科為二數性。
- 莎草科植物稈多為實心。
  - 禾本科多為空心。
- 莎草科植物葉基部的莖會捲曲，一般具閉合的葉鞘和狹長的葉片，有的僅有鞘而無葉片。

- - 禾本科大部分無葉鞘
- 莎草科果實外圍的鱗片，在果實成熟掉落時會脫落
  - 禾本科果實外圍的鱗片，在果實成熟掉落時通常不脫落

但此兩科植物除花形成的小穗外，外觀上少有明顯特徵，故鑑定相當困難。

## 分类
在1753年，卡尔·林奈记载了29种分布于温带和寒带地区的莎草科植物。1789年法国植物学家安托万·洛朗·德朱西厄正式建立了莎草科。
莎草科的早期分类基于花的性别是否两性。英国植物学家查尔斯·拜伦·克拉克在1908年结合花的性别以及其他形态特征，首次将莎草科分为四个亚科。Paul Goetghebeur参考克拉克的亚科分类体系，对各族进行了更为详细的划分。
目前將本科分為兩個亞科和若干族(僅列出較常見的屬为例)：
- 莎草亚科（Cyperoideae）
  - 飘拂草族 Abildgaardieae, 共10属
    - 棒拂草属 Abildgaardia，共9种
    - 星穗莎属 Actinoschoenus，共3种
    - 球柱草属 Bulbostylis，共220种
    - 飘拂草属 Fimbristylis，共312种

  - 脉囊茅族 Bisboeckelereae, 共4属
    - 裂颖茅属 Diplacrum，共10种

  - 三棱草族 Bolboschoeneae，仅1属
    - 三棱草属 Bolboschoenus，共16种

  - 薹草族 Cariceae，仅1属
    - 薹草属 Carex，共2082种

  - 一本芒族 Cladieae，仅1属
    - 一本芒属 Cladium，共3种

  - 莎草族 Cypereae, 共8属
    - 莎草属 Cyperus，共951种
    - 岩胡子草属 Erioscirpus，共2种
    - 细莞属 Isolepis，共70种

  - 芦莎族 Dulichieae, 共3属
    - 扁穗草属 Blysmus，共4种

  - 荸荠族 Eleocharideae，仅1属
    - 荸荠属 Eleocharis，共297种

  - 芙兰草族 Fuireneae，仅1属
    - 芙兰草属 Fuirena，共55种

  - 箭藨草族 Pseudoschoeneae, 共2属
    - 萤蔺属 Schoenoplectiella，共65种

  - 刺子莞族 Rhynchosporeae，仅1属
    - 刺子莞属 Rhynchospora，共381种

  - 赤箭莎族 Schoeneae, 共25属
    - 羽鳞莎属 Anthelepis，共4种
    - 黑莎草属 Gahnia，共41种
    - 鳞籽莎属 Lepidosperma，共82种
    - 剑叶莎属 Machaerina，共52种
    - 赤箭莎属 Schoenus，共157种

  - 水葱族 Schoenoplecteae, 共2属
    - 大藨草属 Actinoscirpus，共1种
    - 水葱属 Schoenoplectus，共18种

  - 藨草族 Scirpeae, 共6属
    - 羊胡子草属 Eriophorum，共15种
    - 藨草属 Scirpus，共47种

  - 珍珠茅族 Sclerieae，仅1属
    - 珍珠茅属 Scleria，共255种

  - 苏门莎族 Sumatroscirpeae，仅1属
    - 苏门莎属 Sumatroscirpus，共4种

  - 蔺藨草族 Trichophoreae，仅1属
    - 蔺藨草属 Trichophorum，共21种

  - 系统位置不确定
    - 海三棱藨草属 × Bolboschoenoplectus，共1种
- 擂鼓艻亚科（Mapanioideae）
  - 金毛芒族 Chrysitricheae, 共6属
    - 石龙刍属 Lepironia，只有1种。

  - 割鸡芒族 Hypolytreae, 共4属
    - 割鸡芒属 Hypolytrum，共62种
    - 擂鼓艻属 Mapania，约100种

还有一些属已被重新归并。例如嵩草属（Kobresia）被并入薹草属；翅鳞莎属（Courtoisina）、水蜈蚣属（Kyllinga）、湖瓜草属（Lipocarpha）、扁莎属（Pycreus）和海滨莎属（Remirea）则被归入莎草属。

## 演化史
莎草科起源自白垩纪晚期，约在3,500万年前快速分化。

## 用途
莎草科中與人類生活較密切的一些品種有：
- 荸薺（Eleocharis dulcis，英文名：Chinese water chestnut）的塊莖，是中國菜的食材之一
- 有些種類可用來製作草蓆（例如席草，Lepironia mucronata）
- 位在祕魯和玻利維亞國境上的的的喀喀湖的原住民，以Scirpus totora製作葦舟和浮島
- 紙莎草（Cyperus papyrus），古埃及人用以製造書寫紙
- 羊鬍子草屬（Eriophorum）、苔草屬（Carex）、嵩草屬（Kobresia）、莎草屬（Cyperus）可以作為牧草，但是較為粗糙，不適合作為飼料，通常只用於放牧
- 有些種類可作為中藥，例如香附（Cyperus rotundus）
- 油莎草（Cyperus esculentus）含油率達27.4％，可以搾油，為油料作物之一

## 註解
1. ↑  「莎」，拼音：，注音：，粤拼：，音同「梭」

## 外部連結
Chinese Plant Names （页面存档备份，存于）

台灣莎草科植物編碼檢索表